# Viola umphangensis
Viola umphangensis (лат.) — вид растений из рода Фиалка, открытый в 2020 году. Viola umphangensis является эндемиком Таиланда. В настоящее время он известен только из района Умпанг провинции Так. Растет в тенистых местах, по краю оврагов в дубравно-бамбуковом лесу на высоте 800—880 м, а в дубровнике на известняковых пиках на высоте 1080 м.

## Описание
Конкретный эпитет относится к округу Умпанг, провинция Так, типовому местонахождению этого вида.
Многолетнее бесстебельное травянистое растение. Корневища короткие и густоузловые, без столонов, реже с запасающими окрасками. Стипулы на 1/2 срастаются до черешка, ланцетовидный, 34-10,4x04-13 мм голый, редко чешуйчатый, стебельчатый, отдалённо длинный бахромчато-коричнево-ржаво-извилистый. Листья прикорневые, яйцевидные, в числе 10 6,5x0,8-5,0 см, шероховатые, с пучками волосков в синусах на верхней поверхности, острые на вершине, широкосердцевидные у основания, с пильчато-городчатым краем: черешки 1,15 см длиной, малозаметно крылатые, голые. Хамогамный цветок солимарный. Ножка 4-13 см длиной, голая, редко шероховатая; прицветники расположены в средней или верхней половине цветоноса. совмещенные или субсупротивные, линейные, 63-10,0х0,5-0,8 млн шт. голые, редко шероховатые, короткие бахромчатые и коричнево-ржавые с точками, покрывают примерно 1-2 ланцетных чашелистика. 4.7 5,5x1,5-20 мм, голые, редко шероховатые, на вершине острые: чашевидные придатки 0,5-2,0 мм дл., зубчатые, верхняя перала обратнояйцевидная, 6,2-10,5x 2,5-4,5 мм, с белым и темно-фиолетовым. жилки, боковые лепестки обратноватые, 61-12,1x1,9-4,5 мм, с белыми и темно-фиолетовыми жилками, бородатые: нижний лепесток обратноватый, 63-10,5x3,8-5,7 мм, с белыми и темно-фиолетовыми жилками: шпорец 21-3,2 х1.8-2.1 мм, цилиндрические, желтые, нитевидные с пурпурным блеском нектароносные придатки 1.9-2.10.2 0.5 мм, прямые и на вершине слегка загнутые; стиль 1,1-13 мм в длину. коленчатые в основании, булавовидные, выпуклые под рыльцем, с небольшими боковыми лопастями, сросшимися сзади и не выступающими к задним рыльцам. Клитогамные цветки: цветоносы 2.0-4.5 см, голые, прицветники линеарные ; 4,7-81x0,4-0,7 мм, сепульсы голые, ланцетные. 4,4-5,1x0,5-1,5 мм, голые. Острый у вершины; чашечные придатки 0,9—1,5 мм длины, зубчатые. Коробочки у хамогамных и клейстогамных цветов шаровидно-продолговатые, 6-8х4-6 мм, взрывчатые, на плодоножках, голые. Цветение и плодоношение хазмогамных цветков приходится на август-ноябрь, клейстогамных — в течение всего года.

## Сравнения
Бесцветный нестолононосный габитус, сросшиеся прилистники и стиль с латеральными лопастями или краями относят Viola umphangensis к разделу «Plagiostigma» к подразделу «Patellares». Viola umphangensis похож на Viola betonicifolia, распространенный в Азии вид, который можно найти в Афганистане, Пакистане, Гималаях, Индии, Шри-Ланке, Китае, Японии, Мьянме, Таиланде, Лаосе, Вьетнаме, Малайзии, Индонезии, Филиппинах, Новой Гвинее и Австралии. Однако он отличается от V. betonicifolia несколькими морфологическими признаками, то есть корневища густо узловатые и редко имеют запасающие корни. Прилистники срастаются с черешками примерно на ½ своей длины, в отличие от прилистников V. betonicifolia, которые срастаются с черешками примерно на 3 % своей длины. Листья V. umphangensis имеют яйцевидную форму с скоплениями волосков в пазухах на верхней поверхности листа, тогда как листья V. betonicifolia более разнообразны: от линейно-ланцетных до треугольно-яйцевидных и без скоплений волосков в пазухах верхней части поверхности листа. Калициновые придатки V. umphangensis зубчатые, а кальциновые придатки V. betonicifolia усеченные. Шпора V. umphangensis белая с фиолетовым блеском и менее широкая, чем у V. betonicifolia (1,8-2,1 против 2,4-3,0 мм). Капсулы V. umphangensis шаровидно-продолговатые, тогда как у V. betonicifolia овальные. Кроме того, семена нового вида имеют смесь ячеистых и гладких поверхностей (по сравнению с полосатыми у V. betonicifolia) с заметным швом и меньше, чем у V. betonicifolia (1,4-1,5×0,9-1,0 против 1,7-2,0x1,2-1,3 мм). Кроме того, у V. umphangensis и V. betonicifolia различаются некоторые анатомические признаки корневищ, черешков и листьев. Viola umphangensis имеет пучковидные корневища без корковых пучков, черешки без корковых пучков и гипостоматические листья. Viola betonicifolia имеет одиночные корневища с корковыми пучками, черешки с корковыми пучками и амфистоматические листья. Кроме того, палинология дает дополнительные детали формы и орнаментации пыльцы. У Viola umphangensis пыльца шаровидная и зернистая, а у V. betonicifolia пыльца субсфероидальная с зернистой ямкой.